# U-18-Faustball-Europameisterschaft der Frauen 2009
Die 8. Faustball-Europameisterschaft für weibliche U18-Mannschaften fand am 11. und 12. Juli 2009 in Schönberg (Deutschland) zeitgleich mit der Europameisterschaft 2009 für männliche U18-Mannschaften statt. Nach der EM 2005 in Düsseldorf war Deutschland zum zweiten Mal Ausrichter der Faustball-Europameisterschaft der weiblichen U18-Mannschaften.

## Spielplan

### Vorrunde
Spielergebnisse
| 11.07.2009 | Deutschland | – | Schweiz    | 3:0 | (11:6, 11:8, 11:6)              |
| 11.07.2009 | Österreich  | – | Italien    | 3:0 | (11:4, 11:7, 11:8)              |
| 11.07.2009 | Österreich  | – | Schweiz    | 3:0 | (11:6, 11:6, 11:4)              |
| 11.07.2009 | Katalonien  | – | Italien    | 0:3 | (6:11, 6:11, 5:11)              |
| 11.07.2009 | Deutschland | – | Österreich | 2:3 | (5:11, 8:11, 11:9, 12:10, 7:11) |
| 11.07.2009 | Katalonien  | – | Schweiz    | 0:3 | (5:11, 6:11, 8:11)              |
| 11.07.2009 | Deutschland | – | Italien    | 3:0 | (11:2, 11:8, 11:7)              |
| 11.07.2009 | Österreich  | – | Katalonien | 3:0 | (11:5, 11:5, 11:3)              |
| 12.07.2009 | Schweiz     | – | Italien    | 3:0 | (11:5, 11:5, 11:2)              |
| 12.07.2009 | Deutschland | – | Katalonien | 3:0 | (11:2, 11:0, 11:3)              |

### Halbfinale
Der Sieger der Vorrunde war direkt für das Finale qualifiziert, der Zweite und der Dritte spielten im Halbfinale um den Finaleinzug.
| 12.07.2009 | Deutschland | - | Schweiz | 3:1 | (11:7, 9:11, 11:6, 11:6) |

### Finalspiele
| Spiel um Platz 3 | Spiel um Platz 3 | Spiel um Platz 3 | Spiel um Platz 3 | Spiel um Platz 3 | Spiel um Platz 3   | Spiel um Platz 3 |
| ---------------- | ---------------- | ---------------- | ---------------- | ---------------- | ------------------ | ---------------- |
| 12.07.2009       | Schweiz          | –                | Italien          | 3:0              | (11:4, 11:6, 11:3) |                  |
| Finale           |                  |                  |                  |                  |                    |                  |
| 12.07.2009       | Österreich       | –                | Deutschland      | 3:0              | (11:4, 11:9, 11:7) |                  |

## Platzierungen
| Rang | Land        |
| ---- | ----------- |
| 1.   | Österreich  |
| 2.   | Deutschland |
| 3.   | Schweiz     |
| 4.   | Italien     |
| 5.   | Katalonien  |